# Dåfjorden (Karlsøy)
Dåfjorden er en fjord på nordsiden af Ringvassøya i Karlsøy kommune i Troms og Finnmark fylke  i Norge. Fjorden er 11 kilometer lang. Den har indløb på begge sider af Dåvøya, gennem Karasundet i vest og Hestholmsundet i øst, og går ind til bygden Dåfjord i bunden af fjorden.
Fjorden er kileformet, og er op til 5 kilometer bred yderst ved Dåvøya, men bliver gradvis smallere længere inde i fjorden. Inderst i fjorden svinger den mod øst og danner en omkring én kilometer lang, lavvandet bugt der kaldes Kjosen. Der ligger mindre holme langs begge fjordsider.
Vestsiden af fjorden er en relativt brat skrænt, afbrudt af bugter hvor bebyggelserne Vassbotn og Vatnan ligger, samt enkelte spredte landbrug som Sætervik, Steinnes, Myrbukta og Karanes. Landskabet på østsiden af fjorden er fladere, med stort set sammenhængende landbrugbosætning. Den tætteste bebyggelse er i bygden Dåfjord, som går et par kilometer ud fra fjordbunden. Videre ud langs østsiden ligger gårdene Rydningen, Langstrand, Sakariasbukta og Håkaby. 
Fylkesvej 303 (Troms) går ned til fjordbunden. Herfra går kommunale veje ud  langs begge sider af fjorden, til Steinnes på vestsiden og til Langstrand på østsiden.